# Chaetonotus voigti
Chaetonotus voigti is een buikharige uit de familie Chaetonotidae. De wetenschappelijke naam van de soort werd in 1917 voor het eerst geldig gepubliceerd door Greuter. De soort wordt in het ondergeslacht Zonochaeta geplaatst.